# Li Xiaopeng (gimnastyk)
Li Xiaopeng (chiń. upr. 李小鹏; chiń. trad. 李小鵬; pinyin Lǐ Xiǎopéng; ur. 27 lipca 1981 w Changsha) — chiński gimnastyk, czterokrotny mistrz olimpijski, ośmiokrotny mistrz świata.
Specjalizuje się w skoku i ćwiczeniach na poręczach. W tej drugiej konkurencji zdobył złoty medal podczas igrzysk olimpijskich w Pekinie i osiem lat wcześniej w Sydney oraz brąz w igrzyskach olimpijskich w Atenach. Jest też dwukrotnym złotym medalistą olimpijskim w wieloboju drużynowym. Jedenastokrotny medalista mistrzostw świata (trzykrotny mistrz w skoku i drużynowo oraz dwa razy w ćwiczeniach na poręczach).

## Osiągnięcia
| Rok  | Zawody               | Miasto    | Miejsce | Konkurencja            | Punktacja |
| ---- | -------------------- | --------- | ------- | ---------------------- | --------- |
| 1997 | Mistrzostwa świata   | Lozanna   | 1       | Wielobój drużynowo     | 226.117   |
| 1997 | Mistrzostwa świata   | Lozanna   | 2       | Ćwiczenia na poręczach | 9.737     |
| 1997 | Mistrzostwa świata   | Lozanna   | 3       | Ćwiczenia wolne        | 9.537     |
| 1999 | Mistrzostwa świata   | Tiencin   | 1       | Wielobój drużynowo     | 230.395   |
| 1999 | Mistrzostwa świata   | Tiencin   | 1       | Skok                   | 9.668     |
| 2000 | Igrzyska olimpijskie | Sydney    | 1       | Wielobój drużynowo     | 231.919   |
| 2000 | Igrzyska olimpijskie | Sydney    | 1       | Ćwiczenia na poręczach | 9.825     |
| 2002 | Mistrzostwa świata   | Debreczyn | 1       | Ćwiczenia na poręczach | 9.812     |
| 2002 | Mistrzostwa świata   | Debreczyn | 1       | Skok                   | 9.818     |
| 2003 | Mistrzostwa świata   | Anaheim   | 1       | Wielobój drużynowo     | 171.996   |
| 2003 | Mistrzostwa świata   | Anaheim   | 1       | Skok                   | 9.818     |
| 2003 | Mistrzostwa świata   | Anaheim   | 1       | Ćwiczenia na poręczach | 9.825     |
| 2004 | Igrzyska olimpijskie | Ateny     | 3       | Ćwiczenia na poręczach | 9.762     |
| 2005 | Mistrzostwa świata   | Melbourne | 2       | Ćwiczenia na poręczach | 9.675     |
| 2008 | Igrzyska olimpijskie | Pekin     | 1       | Wielobój drużynowo     | 286.125   |
| 2008 | Igrzyska olimpijskie | Pekin     | 1       | Ćwiczenia na poręczach | 16.450    |